# 复兴镇 (射洪市)
复兴镇，是中华人民共和国四川省遂宁市射洪市下辖的一个乡镇级行政单位。2019年9月，撤销伏河乡，将其所属行政区域划归复兴镇管辖。

## 行政区划
复兴镇下辖以下地区：
金凤社区、石板河村、杨府罐村、灵华村、喻家沟村、观花村、打石坝村、大龙村、青莲村、玉贞村、青杠垭村、三江村、会仙村、龙归村、罗家岩村、安乐村、富乐村、宝圣村、博古村、九圣村、青龙宫村和雷堂村、街道社区、铧头村、胡桥村、罐沟村、桂花村、桥楼村、新齐村、红花村和金竹村。